# 麻茸包

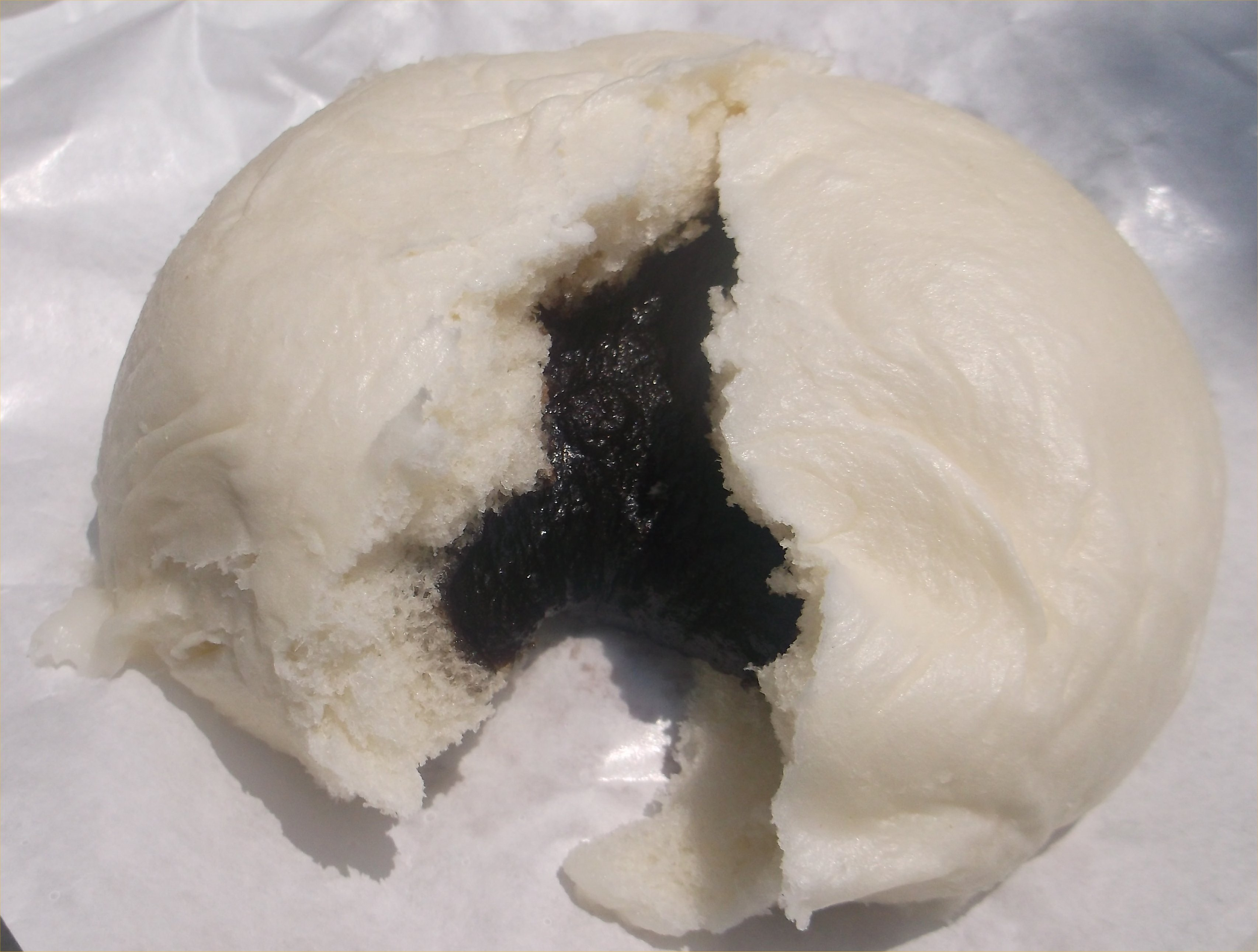
黑芝麻麻茸包

麻茸包是包子的一種，又稱芝麻包。是廣東、香港和澳門地區常見的點心，是以芝麻為餡的蒸包。做法是將芝麻炒至金黃色，再磨碎，放入糖與豬油攪拌成餡，把餡放入用澄麵和生粉搓成粉糰的皮，在蒸籠裏蒸約十五分鐘即成。

## 參看
- 蓮蓉包
- 奶黃包